# Macaé EFC
Macaé EFC is een Braziliaanse voetbalclub uit Macaé in de staat Rio de Janeiro.

## Geschiedenis
De club werd opgericht in 1990. In 2009 speelde de club in het eerste seizoen van de Série D en bereikte daar de finale, die ze verloren van São Raimundo. De club promoveerde dat jaar wel naar de Série C. In 2014 promoveerde de club naar de Série B, maar degradeerde al na één seizoen. Na twee seizoenen Série C degradeerde de club ook daar. 
In 2020 degradeerde de club ook uit de hoogste klasse van de staatscompetitie en in 2023 zelfs voor het eerst naar de derde klasse. Door financiële problemen moest de club in 2024 zich zelfs terugtrekken uit de competitie.